# David Brekalo
David Brekalo (Lubiana, 3 dicembre 1998) è un calciatore sloveno, difensore dell'Orlando City e della nazionale slovena.

## Caratteristiche tecniche
È un difensore centrale.

## Carriera

### Club
Cresciuto nel settore giovanile del Bravo, ha debuttato in prima squadra il 5 agosto 2017 in occasione dell'incontro di 2. SNL vinto 3-0 contro il Rogaška.
L'11 agosto 2021 è stato reso noto il suo passaggio ai norvegesi del Viking, compagine a cui si è legato fino al 31 dicembre 2024.

### Nazionale
Nel 2021 è stato convocato dalla nazionale under-21 per il campionato europeo di categoria; il 24 marzo è sceso in campo nel match della fase a gironi contro la Spagna.
Ha debuttato in nazionale slovena il 26 marzo 2022 nell'amichevole pareggiata per 1-1 contro la Croazia.
Ha segnato il suo primo gol in nazionale il 23 marzo 2023 nella partita vinta per 2-1 contro il Kazakistan, valevole per le qualificazioni agli Europei.

## Statistiche
Statistiche aggiornate al 29 ottobre 2023.

### Presenze e reti nei club
| Stagione        | Squadra         | Campionato      | Campionato | Campionato | Coppe nazionali | Coppe nazionali | Coppe nazionali | Coppe continentali | Coppe continentali | Coppe continentali | Altre coppe | Altre coppe | Altre coppe | Totale | Totale | Totale |
| Stagione        | Squadra         | Comp            | Pres       | Reti       | Comp            | Pres            | Reti            | Comp               | Pres               | Reti               | Comp        | Pres        | Reti        | Pres   | Reti   |        |
| --------------- | --------------- | --------------- | ---------- | ---------- | --------------- | --------------- | --------------- | ------------------ | ------------------ | ------------------ | ----------- | ----------- | ----------- | ------ | ------ | ------ |
| 2017-2018       | Bravo           | 2.SNL           | 26         | 2          | CS              | 0               | 0               |                    | -                  | -                  |             | -           | -           | 26     | 2      |        |
| 2018-2019       | Bravo           | 2.SNL           | 28         | 4          | CS              | 1               | 0               |                    | -                  | -                  |             | -           | -           | 29     | 4      |        |
| 2019-2020       | Bravo           | 1.SNL           | 23         | 3          | CS              | 0               | 0               |                    | -                  | -                  |             | -           | -           | 23     | 3      |        |
| 2020-2021       | Bravo           | 1.SNL           | 31         | 3          | CS              | 0               | 0               |                    | -                  | -                  |             | -           | -           | 31     | 3      |        |
| lug.-ago. 2021  | Bravo           | 1.SNL           | 3          | 0          | CS              | 0               | 0               |                    | -                  | -                  |             | -           | -           | 3      | 30     |        |
| Totale Bravo    | Totale Bravo    | Totale Bravo    | 111        | 12         |                 | 1               | 0               |                    | -                  | -                  |             | -           | -           | 112    | 12     |        |
| ago.-dic. 2021  | Viking          | ES              | 11         | 2          | CN              | 3               | 0               |                    | -                  | -                  |             | -           | -           | 14     | 2      |        |
| 2022            | Viking          | ES              | 26         | 2          | CN              | 3               | 1               |                    | -                  | -                  |             | -           | -           | 29     | 2      |        |
| 2023            | Viking          | ES              | 23         | 3          | CN              | 2               | 0               | UECL               | 6                  | 0                  |             | -           | -           | 31     | 3      |        |
| Totale carriera | Totale carriera | Totale carriera | 171        | 19         |                 | 9               | 1               |                    | 6                  | 0                  |             | -           | -           | 186    | 20     |        |

### Cronologia presenze e reti in nazionale
| Cronologia completa delle presenze e delle reti in nazionale ― Slovenia | Cronologia completa delle presenze e delle reti in nazionale ― Slovenia | Cronologia completa delle presenze e delle reti in nazionale ― Slovenia | Cronologia completa delle presenze e delle reti in nazionale ― Slovenia | Cronologia completa delle presenze e delle reti in nazionale ― Slovenia | Cronologia completa delle presenze e delle reti in nazionale ― Slovenia | Cronologia completa delle presenze e delle reti in nazionale ― Slovenia | Cronologia completa delle presenze e delle reti in nazionale ― Slovenia |
| Data                                                                    | Città                                                                   | In casa                                                                 | Risultato                                                               | Ospiti                                                                  | Competizione                                                            | Reti                                                                    | Note                                                                    |
| ----------------------------------------------------------------------- | ----------------------------------------------------------------------- | ----------------------------------------------------------------------- | ----------------------------------------------------------------------- | ----------------------------------------------------------------------- | ----------------------------------------------------------------------- | ----------------------------------------------------------------------- | ----------------------------------------------------------------------- |
| 26-3-2022                                                               | Al Rayyan                                                               | Croazia                                                                 | 1 – 1                                                                   | Slovenia                                                                | Amichevole                                                              | -                                                                       |                                                                         |
| 29-3-2022                                                               | Doha                                                                    | Qatar                                                                   | 0 – 0                                                                   | Slovenia                                                                | Amichevole                                                              | -                                                                       | 45’                                                                     |
| 9-6-2022                                                                | Oslo                                                                    | Norvegia                                                                | 0 – 0                                                                   | Slovenia                                                                | UEFA Nations League 2022-2023 - 1º Turno                                | -                                                                       | 81’                                                                     |
| 12-6-2022                                                               | Lubiana                                                                 | Slovenia                                                                | 2 – 2                                                                   | Serbia                                                                  | UEFA Nations League 2022-2023 - 1º Turno                                | -                                                                       | 45’                                                                     |
| 24-9-2022                                                               | Lubiana                                                                 | Slovenia                                                                | 2 – 1                                                                   | Norvegia                                                                | UEFA Nations League 2022-2023 - 1º Turno                                | -                                                                       | 89’                                                                     |
| 20-11-2022                                                              | Lubiana                                                                 | Slovenia                                                                | 1 – 0                                                                   | Montenegro                                                              | Amichevole                                                              | -                                                                       | 89’                                                                     |
| 23-3-2023                                                               | Astana                                                                  | Kazakistan                                                              | 1 – 2                                                                   | Slovenia                                                                | Qual. Euro 2024                                                         | 1                                                                       | 85’                                                                     |
| 26-3-2023                                                               | Lubiana                                                                 | Slovenia                                                                | 2 – 0                                                                   | San Marino                                                              | Qual. Euro 2024                                                         | -                                                                       |                                                                         |
| 16-6-2023                                                               | Helsinki                                                                | Finlandia                                                               | 2 – 0                                                                   | Slovenia                                                                | Qual. Euro 2024                                                         | -                                                                       |                                                                         |
| 19-6-2023                                                               | Lubiana                                                                 | Slovenia                                                                | 1 – 1                                                                   | Danimarca                                                               | Qual. Euro 2024                                                         | -                                                                       | 75’                                                                     |
| 7-9-2023                                                                | Lubiana                                                                 | Slovenia                                                                | 4 – 2                                                                   | Irlanda del Nord                                                        | Qual. Euro 2024                                                         | -                                                                       | 90+5’                                                                   |
| 21-3-2024                                                               | Ta' Qali                                                                | Malta                                                                   | 2 – 2                                                                   | Slovenia                                                                | Amichevole                                                              | -                                                                       | 82’                                                                     |
| 8-6-2024                                                                | Lubiana                                                                 | Slovenia                                                                | 1 – 1                                                                   | Bulgaria                                                                | Amichevole                                                              | -                                                                       |                                                                         |
| 15-6-2024                                                               | Stoccarda                                                               | Slovenia                                                                | 1 – 1                                                                   | Danimarca                                                               | Euro 2024 - 1º turno                                                    | -                                                                       | 90+5’                                                                   |
| 20-6-2024                                                               | Monaco di Baviera                                                       | Slovenia                                                                | 1 – 1                                                                   | Serbia                                                                  | Euro 2024 - 1º turno                                                    | -                                                                       | 90+1’                                                                   |
| 6-9-2024                                                                | Lubiana                                                                 | Slovenia                                                                | 1 – 1                                                                   | Austria                                                                 | UEFA Nations League 2024-2025 - 1º turno                                | -                                                                       | 86’                                                                     |
| 9-9-2024                                                                | Lubiana                                                                 | Slovenia                                                                | 3 – 0                                                                   | Kazakistan                                                              | UEFA Nations League 2024-2025 - 1º turno                                | -                                                                       | 87’                                                                     |
| 14-11-2024                                                              | Lubiana                                                                 | Slovenia                                                                | 1 – 4                                                                   | Norvegia                                                                | UEFA Nations League 2024-2025 - 1º turno                                | -                                                                       | 72’                                                                     |
| 17-11-2024                                                              | Vienna                                                                  | Austria                                                                 | 1 – 1                                                                   | Slovenia                                                                | UEFA Nations League 2024-2025 - 1º turno                                | -                                                                       | 16’                                                                     |
| 23-3-2025                                                               | Lubiana                                                                 | Slovenia                                                                | 1 – 0 dts                                                               | Slovacchia                                                              | UEFA Nations League 2024-2025 - Play-off                                | -                                                                       | 120+1’                                                                  |
| 6-6-2025                                                                | Lussemburgo                                                             | Lussemburgo                                                             | 0 – 1                                                                   | Slovenia                                                                | Amichevole                                                              | -                                                                       | 90+1’                                                                   |
| 10-6-2025                                                               | Celje                                                                   | Slovenia                                                                | 2 – 1                                                                   | Bosnia ed Erzegovina                                                    | Amichevole                                                              | -                                                                       |                                                                         |
| Totale                                                                  |                                                                         | Presenze                                                                | 22                                                                      |                                                                         | Reti                                                                    | 1                                                                       |                                                                         |

## Palmarès

### Club

#### Competizioni nazionali
- Druga slovenska nogometna liga: 1

Bravo: 2018-2019